# Dictyophara europaea
Dictyophara europaea är en insektsart som först beskrevs av Linnt 1767.  Dictyophara europaea ingår i släktet Dictyophara och familjen Dictyopharidae. Utöver nominatformen finns också underarten D. e. rosea.